# 현정아 사랑해
《현정아 사랑해》는 2002년 9월 30일부터 2002년 11월 19일까지 방영된 MBC 월화 미니시리즈 작품이다.

## 등장 인물

### 주요 인물
- 감우성 : 김범수(29세) 역 - 선일그룹 이사
- 김민선 : 이현정(26세) 역 - 독립 프로덕션의 조연출
- 허준호 : 유상호(36세) 역 - 독립 프로덕션의 자연 다큐멘터리 감독

### 주변 인물
- 한혜진 : 황주연(24세) 역 - 현정의 고교 후배, 독립 프로덕션의 구성작가
- 문지윤 : 이현도(23세) 역 - 현정의 남동생
- 김정학 : 김민수(32세) 역 - 범수의 사촌, 범수와 같은 계열사 경영기획실장
- 윤예리 : 박소영(26세) 역 - 범수의 비서, 현정의 고교동창
- 김여진 : 남혜숙(36세) 역 - 프로덕션 제작팀장이자 대표
- 정성화 : 고기찬(28세) 역 - 조연출, 주연과 연인 관계
- 김용희 : 최규항(34세) 역 - 현정이 속한 팀의 팀장
- 김윤경 : 한수진(28세) 역 - 범수의 정혼녀, 유명 정치인의 딸
- 장용 : 이만석(55세) 역 - 현정의 아버지, 택시기사
- 이순재 : 김재화(57세) 역 - 범수의 아버지, 선일그룹 회장
- 손숙 : 손정임(55세) 역 - 범수의 어머니, 유서 깊은 명문가의 딸
- 박영지 : 강종구(50세) 역 - 선일그룹 본사 부사장
- 정호근 : 조동준(40세) 역 - 경영기획실 비서, 민수의 오른팔

## 수상 사항
- 2002년 MBC 연기대상 미니시리즈 부문 남자 최우수상 - 감우성
- 2002년 MBC 연기대상 미니시리즈 부문 여자 신인상 - 김민선